# Martina Fernández
Martina Fernández Vila, (Ordis, 1 de octubre de 2004)es una futbolista española de primera división juega en la posición de defensa, que juega en el Everton.

## Trayectoria
Fernández es una de las primeras que forman parte de la sección femenina de la Masia, un proyecto que se inauguró, con nueve jugadoras internas en dinámica del Barça B. Un éxito del proyecto formativo del club azulgrana, que ha podido contar con la participación de la ampurdanesa en la liga, con esperanzas de que la progresión sea positiva y gane en continuidad en el tiempo.Desde 2020 hasta ahora milita en el FC Barcelona B.
Tras debutar con el primer equipo del Barça, el 2 de febrero del 2022, en una victoria ante el Levante (1-4), en el minuto 73, cuando Fernández entró en el campo, con diecisiete años y cuatro meses, se convirtió en la sexta jugadora más joven de la historia del Barça en debutar con la primera plantilla.
Fernández fue convocada en octubre de 2021 por el técnico Pedro López a la selección sub-19 para competir en Europa. Fue excluida de la lista definitiva para el viaje a Portugal.
Espaňa Sub-19 derrotó a la República Checa sub-19 (3-0), en confrontación de preparación disputada en las instalaciones del Pinatar Arena (Murcia) el 9 de noviembre de 2022. Marcaron los goles precisamente Martina Fernández (min 30), Estela Carbonell (min 32) y Ainhoa Estévez (min 72). Martina fue alineada como titular frente a la selección dirigida por Jan Navrátil, en la que sobresalió su guardameta Vanesa Jílková.
Conquistó su quinto título europeo de la categoría (Espaňa WU19), el 30 de julio de 2023 en el Stade Den Dreef (Leuven, Bélgica). La selección dirigida por Sonia Bermúdez se impuso en la final a Alemania, entrenada por Kathrin Peter. Ganó en los penaltis (3-2), después de concluir la prórroga con igualada sin goles. Martina jugó los 120 minutos.

### Palmarés
- Ascenso a Primera de la liga Iberdrola con el FC Barcelona B 2021-2022.[7]
- Copa de la reina con el FC Barcelona B 2021-2022.
- Campeona de liga de campeones Femenina con el FC Barcelona 2022-2023.[7]
- Primera división femenina con el FC Barcelona 2022-2023.[8]
- Primera Federación femenina con el FC Barcelona B 2023-2024.[7]

### Palmarés Internacional
- UEFA Copa Femenina sub-19 2021/2022[9]
- UEFA Copa Femenina sub-19 2022/2023[7]